# Andrei Tivontchik
Andrei Tivontchik (Minsk, Bielorrusia, 13 de julio de 1970) es un atleta alemán de origen bielorruso retirado, especializado en la prueba de salto con pértiga en la que llegó a ser medallista de bronce olímpico en 1996.

## Carrera deportiva
En los JJ. OO. de Atlanta 1996 ganó la medalla de bronce en el salto con pértiga, con un salto de 5.92 metros, quedando en el podio tras el francés Jean Galfione y el ruso Igor Trandenkov, ambos también con 5.92 metros, pero menos intentos.